# Pamphorichthys
Pamphorichthys es un género de peces actinopeterigios de agua dulce, distribuidos por ríos de América del Sur.

## Especies
Existen seis especies reconocidas en este género:
- Pamphorichthys araguaiensis Costa, 1991
- Pamphorichthys hasemani (Henn, 1916)
- Pamphorichthys hollandi (Henn, 1916)
- Pamphorichthys minor (Garman, 1895)
- Pamphorichthys pertapeh Figueiredo, 2008
- Pamphorichthys scalpridens (Garman, 1895)